# Vrševo
Vrševo (cyr. Вршево) – wieś w Czarnogórze, w gminie Petnjica. W 2011 roku liczyła 352 mieszkańców.